# Froberville
Froberville é uma comuna francesa na região administrativa da Normandia, no departamento de Sena Marítimo. Estende-se por uma área de 5,9 km². Em 2010 a comuna tinha 1 245 habitantes (densidade: 211 hab./km²).